# Femme à la mandoline (Braque)
Pour les articles homonymes, voir Femme à la mandoline.
Femme à la mandoline est un tableau réalisé  en 1910 par le peintre français Georges Braque. Cette peinture à l'huile sur toile est le portrait cubiste d'une mandoliniste. Elle est conservée à la Pinakothek der Moderne, à Munich.